# Вио Рено, Жак
Жак Вио Рено (фр. Jacques Viau Renaud, 28 июля 1941 — 21 июня 1965) — гаитяно-доминиканский поэт, общественный деятель левого толка, участник гражданской войны 1965 года на стороне конституционалистов.

## Биография
Сын гаитянского адвоката Альфреда Вио, ввиду своей общественной деятельности вынужденного отправиться с семьёй в эмиграцию в Доминиканскую республику в 1948 году, где стал преподавателем французского языка в Университете Санто-Доминго.
Интерес к литературе у Жака Вио проявился с детства. Принимал активное участие в литературной жизни страны, был близок с группой «Искусство и освобождение» (Arte y Liberación) художника Сильвано Лоры.

## Книги
- Poemas de una isla y de dos pueblos. Совместно с Pedro Mir, Jacques Roumain. La Habana, Cuba: Casa de las Américas, 1974.